# Manhente
Manhente é uma povoação portuguesa sede da Freguesia de Manhente do Município de Barcelos, freguesia com 3,91 km² de área e 1705 habitantes (censo de 2021), tendo, por isso, uma densidade populacional de 436,1 hab./km².
Foi cabeça do couto de Manhente até ao início do século XIX. O couto abrangia também a freguesia de São Veríssimo de Tamel e tinha, em 1801, 698 habitantes.

## Demografia
A população registada nos censos foi:
| Distribuição da População por Grupos Etários | Distribuição da População por Grupos Etários | Distribuição da População por Grupos Etários | Distribuição da População por Grupos Etários | Distribuição da População por Grupos Etários |
| -------------------------------------------- | -------------------------------------------- | -------------------------------------------- | -------------------------------------------- | -------------------------------------------- |
| Ano                                          | 0-14 Anos                                    | 15-24 Anos                                   | 25-64 Anos                                   | > 65 Anos                                    |
| 2001                                         | 307                                          | 273                                          | 865                                          | 142                                          |
| 2011                                         | 302                                          | 197                                          | 1010                                         | 194                                          |
| 2021                                         | 222                                          | 210                                          | 954                                          | 319                                          |

## Património
- Igreja de Manhente e sua Torre.

## Instituições Desportivas
A freguesia de Manhente está representada a nivél nacional pela equipa de judo da Associação Cultural e Desportiva de Manhente (www.judoadcm.com).

## Política
| Partidos    | %    | M    | %    | M    | %    | M    | %    | M    | %    | M    | %    | M    | %    | M    | %    | M    | %    | M    | %    | M    | %    | M    |
| Partidos    | 1976 | 1976 | 1979 | 1979 | 1982 | 1982 | 1985 | 1985 | 1989 | 1989 | 1993 | 1993 | 1997 | 1997 | 2001 | 2001 | 2005 | 2005 | 2009 | 2009 | 2013 | 2013 |
| ----------- | ---- | ---- | ---- | ---- | ---- | ---- | ---- | ---- | ---- | ---- | ---- | ---- | ---- | ---- | ---- | ---- | ---- | ---- | ---- | ---- | ---- | ---- |
| PPD/PSD     | 64,5 | 5    | 48,9 | 4    | 61,0 | 6    | 66,5 | 5    | 48,6 | 5    | 55,4 | 5    | 45,6 | 4    | 37,5 | 4    | 50,6 | 5    | 49,7 | 5    |      |      |
| PS          | 33,2 | 2    | 29,1 | 3    | 31,4 | 3    | 28,1 | 2    | 25,8 | 2    | 28,5 | 3    | 47,6 | 5    | 52,6 | 5    | 41,7 | 4    | 34,7 | 3    | 48,8 | 5    |
| CDS-PP      |      |      | 19,4 | 2    |      |      |      |      | 21,9 | 2    | 13,5 | 1    |      |      | 4,4  |      |      |      |      |      |      |      |
| BE          |      |      |      |      |      |      |      |      |      |      |      |      |      |      | 2,3  |      | 4,0  |      | 10,7 | 1    |      |      |
| PSD-CDS-PPM |      |      |      |      |      |      |      |      |      |      |      |      |      |      |      |      |      |      |      |      | 44,0 | 4    |